# Jean Hélion
Jean Hélion (Couterne en Normandía, 21 de abril de 1904 – 27 de octubre de 1987) fue un pintor francés cuya obra abstracta en los años 1930 le estableció como un líder dentro del arte moderno. 
Hélion se trasladó a los Estados Unidos en julio de 1936, permaneciendo en Nueva York y más tarde en Virginia. Regresó a Francia durante la Segunda Guerra Mundial en 1940, y se unió al ejército. Fue tomado como prisionero el 19 de junio de 1940 y estuvo en un barco prisión en Stettin an der Oder (hoy Szczecin, Polonia) hasta el 13 de febrero de 1942, cuando escapó. Cuatro días más tarde se puso en camino hacia París, llegando a Estados Unidos de nuevo en octubre, donde habló por la radio y dio conferencias en favor de una Francia Libre. 
Su rechazo, en mitad de su carrera, a la abstracción, fue seguida durante casi cinco décadas como pintor figurativo. Fue también autor de varios libros, entre ellos uno sobre sus experiencias en la Segunda Guerra Mundial, They Shall Not Have Me, que se convirtió en un superventas en los EE. UU.; y de un extenso cuerpo de escritura crítica.
En los últimos años de su vida le empezó a fallar la vista y su última pintura la acabó en 1983, cuatro años antes de su muerte.
Hélion se casó cuatro veces; su tercera mujer era hija de Peggy Guggenheim.